# 7714 Бріччальді
7714 Бріччальді (7714 Briccialdi) — астероїд головного поясу.
Тіссеранів параметр щодо Юпітера — 3,595.